# Tríptico de la Vanidad terrenal y la Salvación eterna

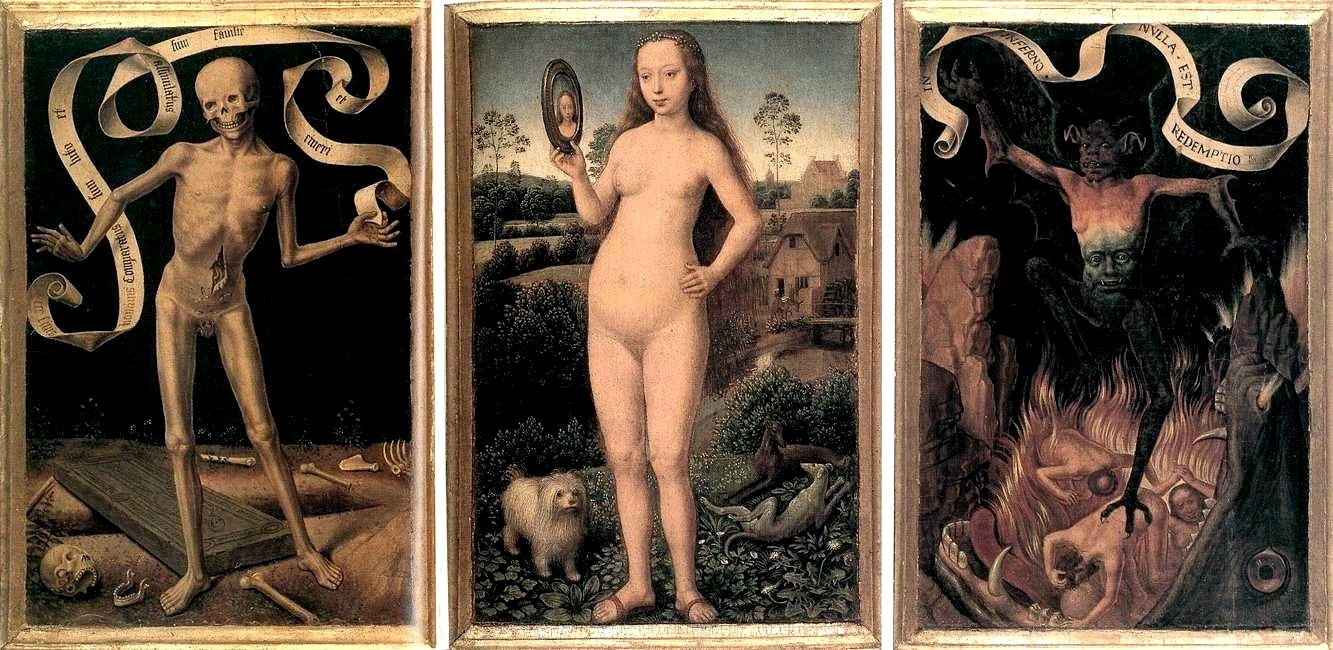
La Muerte, el Mundo y el Demonio.

El Tríptico de la Vanidad terrenal y la Salvación eterna, forma un políptico alegórico del pintor flamenco Hans Memling, de hacia 1485. La obra en total posee seis paneles (tres en cada lado), cuyas dimensiones son de 20 cm x 13 cm cada uno. Se conservan los paneles separados en el Musée des Beaux-Arts, en Estrasburgo.
La obra muestra la maestría de Memling a la hora de tratar temas alegóricos y morales, otra especialidad ya presente en grabados y miniaturas que empezó a ejecutarse también sobre tabla a mediados del siglo XV, apreciadas por comitentes cultos y eruditos familiarizados con su intrincado simbolismo. Probablemente Memling obtuvo muchos encargos de este tipo, pero suyos solo se han conservado este, un díptico la Alegoría del verdadero amor y un panel con una Alegoría de la Castidad.
Se trata de un tríptico pintado por ambas partes, pensado para la meditación ante su contemplación abierto, desde todos los ángulos y caras. En la parte frontal, el panel central muestra una mujer desnuda de pie y en los laterales respectivamente la Muerte y el Demonio. En el reverso, aparece Cristo en Majestad en el central y en los laterales, un escudo de armas y un nicho con una calavera.
El panel central con la mujer desnuda mirándose a un espejo de mano es la personificación de la Vanidad, tal como se popularizará más adelante. Se trata de un desnudo integral, algo extremadamente raro en el arte contemporáneo, y muy erótico. La joven lleva la larga melena suelta con una fina diadema enjoyada que destaca junto con las sandalias que calza, mostrándose sin el menor pudor, una alegoría de la Vanidad y la Lujuria. A sus pies hay tres perros, un grifón a la izquierda que habitualmente representa el matrimonio y el amor conyugal, y a la derecha detrás dos galgos jugueteando, simbolizando la lujuria. Al fondo, un camino frondoso y un molino, insinuando el camino del pecado. El hecho de otorgar a esta figura la posición central es muy novedosa.
En el panel izquierdo aparece la Muerte, como un cadáver esquelético, en cuyos genitales hay un sapo, figura demoníaca, que se corresponde con los genitales de la mujer en el panel central. La posición exacta se desconoce, pero se presupone que era la tabla izquierda por la posición de la sinuosa banderola que porta. Su fondo negro, de pie sobre un terreno árido con un sepulcro abierto y huesos esparcidos, contrasta con el verdor exuberante de la tabla de la Vanidad.
En el panel derecho, el Demonio con alas de murciélago y rasgos animalescos, simboliza la Condenación, empujando con sus pies terminados en garras a los condenados al fuego y las fauces de la Boca del Infierno.

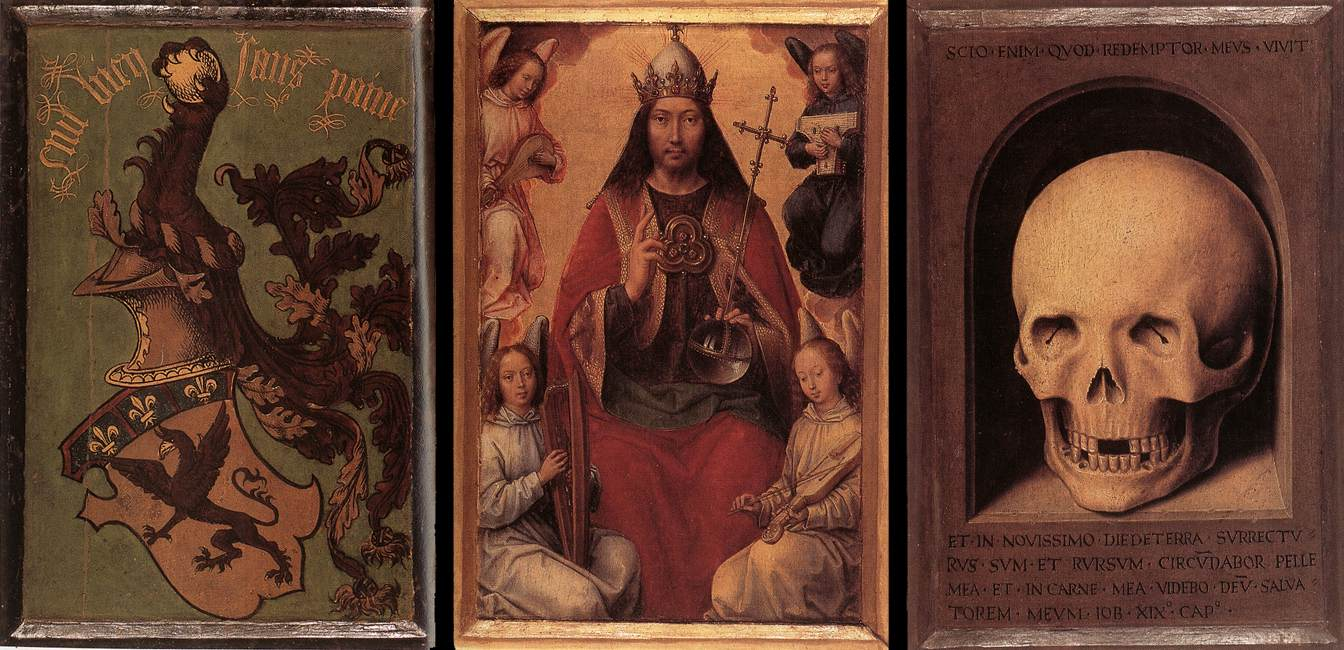
Cristo en Majestad, blasón y calavera.

Por el otro lado, en el panel central Cristo en Majestad, coronado y con el orbe del Mundo, sobre un fondo dorado de Gloria, rodeado por cuatro ángeles músicos en cada esquina. En el panel izquierdo, sobre fondo verde el escudo de armas de la familia boloñesa Loiani, indicando que el comitente pertenecía a esta familia. En el panel derecho, en un nicho simulado, una calavera amarillenta similar a la de su San Juan Bautista de Múnich. Bajo ella se lee inscrita sobre la pared una referencia a Cristo como Salvador del Mundo.